# Peter Drach

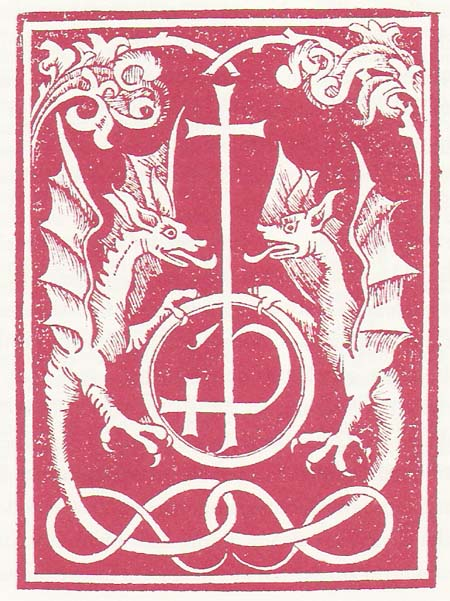
Drucksignet Peter Drach, Speyer, vom Mainzer Psalter, 1497

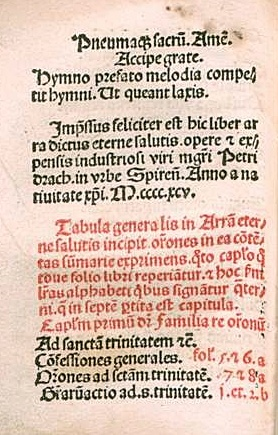
Inkunabelseite mit Druckvermerk von Peter Drach, aus Arra aeternae salutis des Johannes von Lambsheim, Speyer 1495

Peter Drach der Mittlere (* 1455 in Speyer; † 1504) war ein Buchdrucker.

## Leben
Sein gleichnamiger Vater († um 1481) hatte 1471 die erste Druckerei seiner Heimatstadt gegründet, war 1477/78 Ratsmitglied und hatte ein Verlagshaus in Worms.
Peter übernahm die Druckerei nach dem Tod seines Vaters.
Seit 1481 war er Ratsmitglied. Nach dem Ratsbuch war er ferner: 1491 als Rechenmeister und Baumeister, 1492 als Baumeister und Rentherr, 1493 als Rechenmeister, Baumeister und einer der Vierrichter, 1495 wiederum als Baumeister und ebenso 1498 als Rentherr und 1501 als Rechenmeister und Bewahrer der Schlüssel zu des Raths Kisten.
Der Erfolg machte ihn möglicherweise hochmütig. Infolge eines Prozesses zu einer Schuld aus 1496 wurde er 1504 nicht mehr in den Rat gewählt. Nachdem er kurz darauf verstorben war, ging die Druckerei auf seinen ältesten Sohn, den Gerichtsschultheiß Peter Drach (1500–1530) über. Dieser gab kaum noch Drucke heraus. Sein zweiter Sohn Johann wurde Licentiat und 1518 Ratsadvocat und der dritte, Thomas, widmete sich dem geistlichen Stande.
In Speyer ist die Peter-Drach-Straße nach ihm benannt; wegen der Gleichnamigkeit von Vater und Sohn, beide ebenfalls Drucker, heißt er zuweilen auch Peter Drach der Mittlere.

## Drucke
Drucke von Peter Drach im Gesamtkatalog der Wiegendrucke
- Sermones de laudibus sanctorum. Peter Drach, Speyer 1490 (Digitalisat)
- Biblia: Mit Capitulare lectionum et evangeliorum. Peter Drach, Speyer 1486 (Digitalisat)
- Concordantiae bibliorum. Peter Drach, Speyer nicht vor 1. VIII. 1485 (Digitalisat)
- Summa casuum conscientiae. Peter Drach, d. M., Speyer nach 14. April 1488 (Digitalisat)
- Arra aeternae salutis, des Johannes von Lambsheim, Speyer 1495; Digitalscan des Werkes